# Université de Hambourg
Avec plus de 40 000 étudiants, l’université de Hambourg est la plus grande université du land, le plus grand centre de recherche et d'enseignement supérieur du Nord de l'Allemagne et l'une des principales universités d'Allemagne. Depuis sa fondation en 1919, elle est située dans le quartier de Rotherbaum. L’université est organisée en six facultés, qui offrent 150 filières.

## Histoire

### Les premières institutions

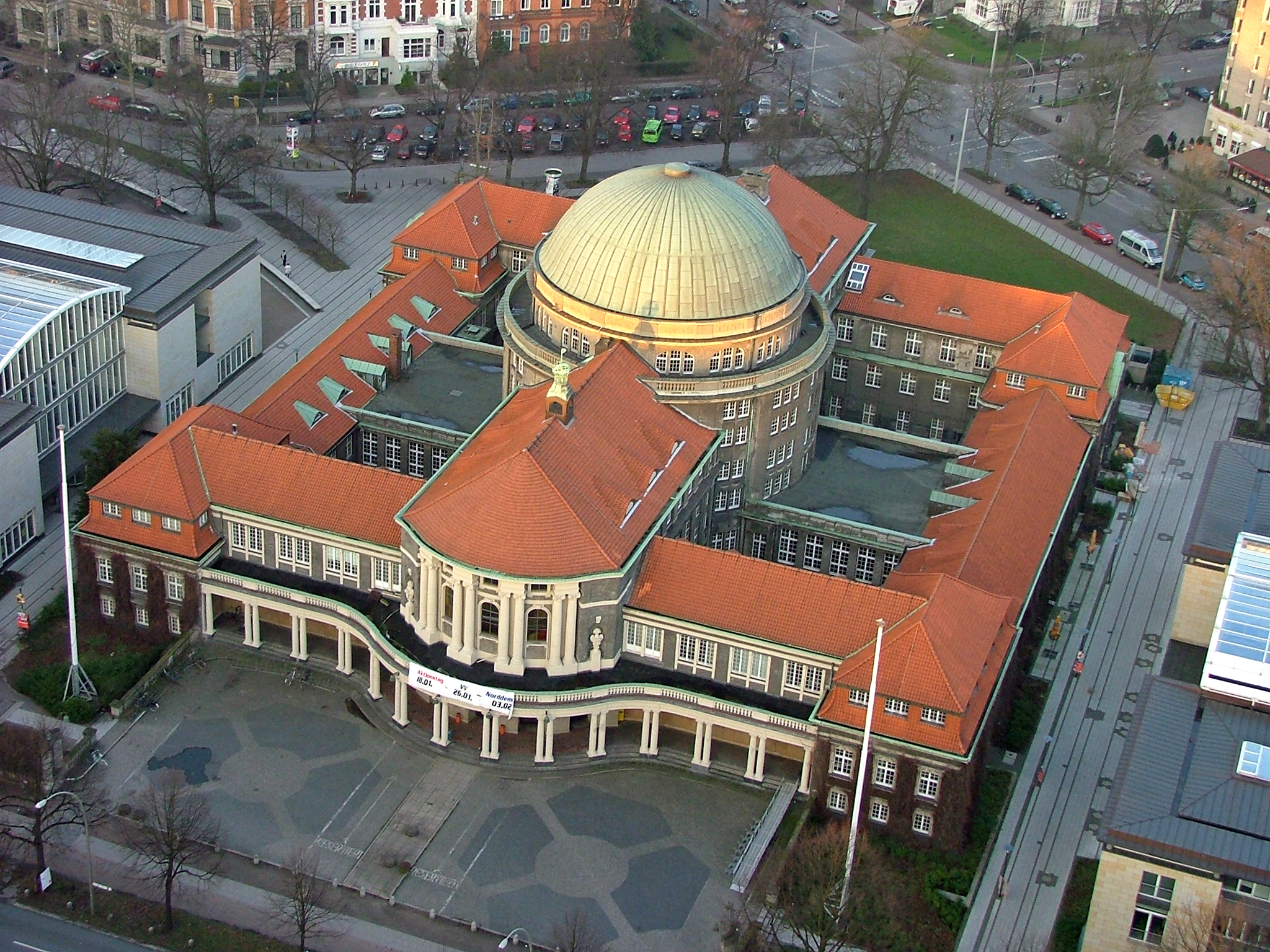
Le hall d'accueil.

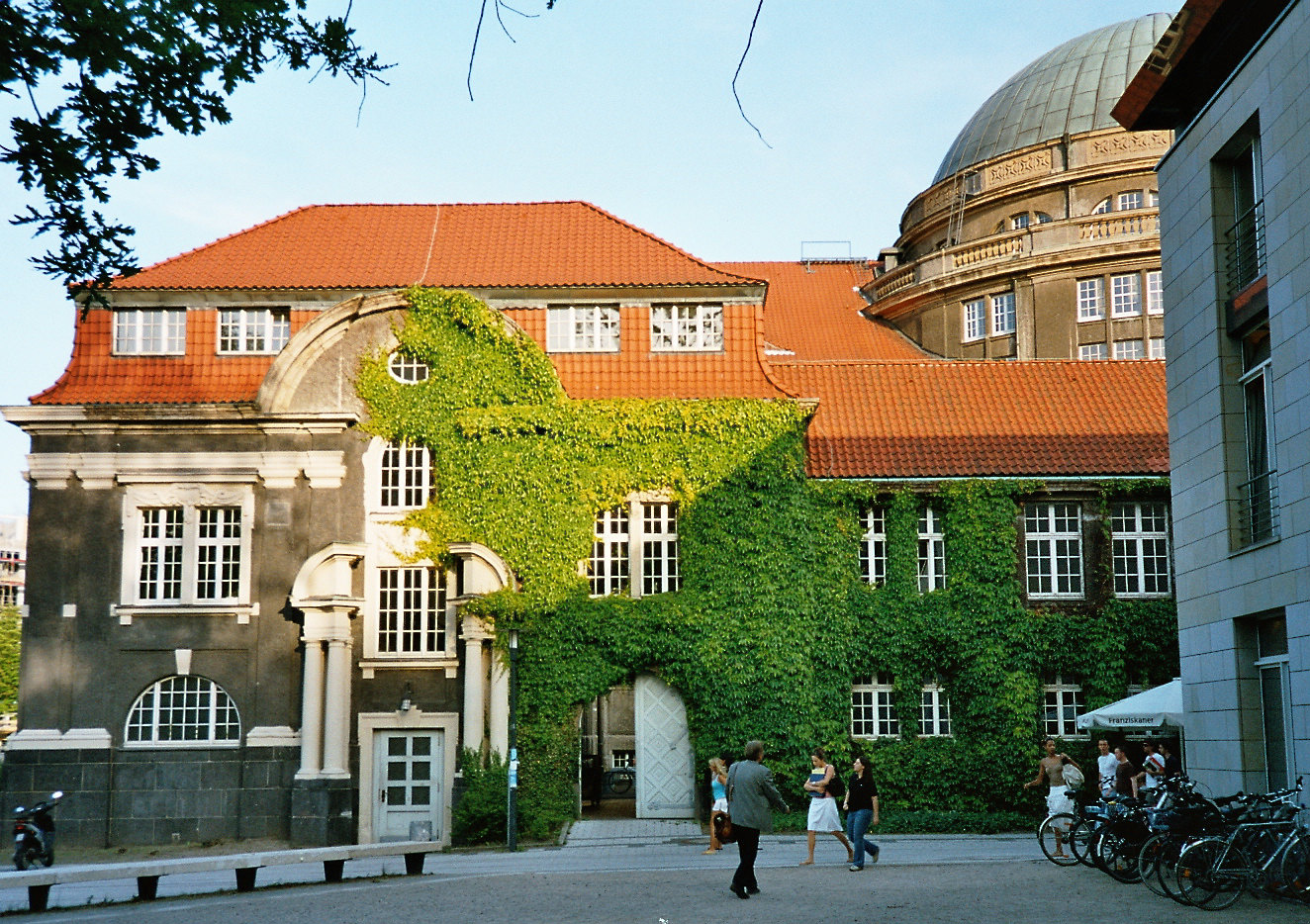
Une des ailes du hall d'accueil (2005).

Lorsqu'il prêcha la Réforme à Hambourg en 1529, Johannes Bugenhagen fit de l'ancien Monastère Saint-Jean un établissement d'enseignement supérieur, le Johanneum, pour doter la ville d'une école et faciliter l'assimilation des nouvelles idées théologiques. Il modernisa également la bibliothèque municipale (créée en 1479).
L'afflux d'inscriptions au Johanneum et le départ des jeunes ne pouvant trouver de place vers les lycées de Stade et de Brême poussèrent les autorités du consistoire à créer en 1613 le « Lycée Académique » (Akademische Gymnasium). On pouvait s'y préparer en deux ans à entrer à l'université. Il employa d'abord quatre, puis bientôt six professeurs. Le plus célèbre directeur de ces deux institutions est un médecin de Lübeck, Joachim Jungius, actif à Hambourg entre 1628 et 1657. Par la suite le Conseil des échevins et la chambre régionale délaissèrent pour des siècles l'enseignement supérieur public. Hambourg était alors une république marchande possédant des intérêts outre-mer et le Patriciat pouvait lui-même (grâce à des précepteurs et des académies privées) financer l’instruction de sa jeunesse sur ses propres deniers. Les institutions les plus remarquables furent l’écoles de commerce de Hambourg (Handelsakademie Hamburg), fondée en 1768 à l'initiative de Johann Georg Büsch et dont l'un des plus illustres diplômés fut l'explorateur Alexander von Humboldt, ainsi que l'observatoire de Hambourg (1801), destiné à assister à la navigation.
Le Christianeum de la ville voisine d’Altona, plus moderne et largement financé par la Couronne danoise, relança en 1738 l'intérêt pour les grandes écoles publiques. En 1837, cet établissement comptait 125 internes, alors que le « Lycée Académique » n'en avait que 18 (en 1806, la population de Hambourg était de 130 000 habitants).
Vers la fin du XIXe siècle, le Lycée Académique ferma ses portes faute d'audience et le Sénat décida l'ouverture d'un Centre de conférences (Allgemeines Vorlesungswesen) toujours actif aujourd'hui, destiné à promouvoir les connaissances scientifiques et à les diffuser. Le corps enseignant était constitué de conférenciers invités et des directeurs des institutions scientifiques de Hambourg (laboratoire de chimie régional, Institut de Physique, Jardin d'acclimatation, Laboratoire industriel). S'y ajouta en 1900 un « Institut des maladies maritimes et tropicales » (Institut für Schiffs- und Tropenkrankheiten). En 1910, le Sénat vota la création des deux premières écoles supérieures pour jeunes filles de Hambourg, alors que depuis 60 ans les non-protestants étaient admis dans les écoles publiques

### La fondation de l'université
Au début du XXe siècle, plusieurs personnalités en vue militèrent pour l'institution d'une université publique, mais leurs démarches auprès du Sénat de Hambourg et de la chambre régionale demeuraient stériles. Quoique Werner von Melle, d'abord comme sénateur puis plus tard comme bourgmestre se fût consacré à la fusion des établissements d'enseignement supérieur en une université, ce plan échoua à cause du « suffrage par collège », en vigueur au parlement régional de Hambourg. La majorité de l'assemblée était surtout préoccupée de maintenir Hambourg dans son rôle de métropole marchande, et redoutait tout autant les coûts d'une future université, que les revendications sociales de ses professeurs. Les parlementaires créèrent l’Institut scientifique de Hambourg en 1907 et l’Institut colonial de Hambourg en 1908. Le premier de ces établissements permettait le recrutement d'érudits pour les chaires de conférences générales et assurait le financement d'explorations, le second se consacrait à la formation et à la recherche pour toutes les questions relatives à l'Outre-mer. La même année, la Municipalité vota l'octroi d'un terrain du quartier de Moorweide pour la construction du Centre de Conférences financé par Edmund Siemers. Le centre fut inauguré le 13 mai 1911 par Siemers qui en remit officiellement la gestion au bourgmestre de l'époque, Max Predöhl. Ce bâtiment accueille aujourd'hui les services administratifs de l'université.
La Première guerre mondiale mit un terme aux transactions en faveur de la création d'une grande université. Après l'armistice et la Révolution allemande, le premier conseil municipal véritablement élu choisit en 1919 le sénateur Werner von Melle, l'un des plus chauds partisans d'une université, comme Premier bourgmestre, et approuva une loi permanente relative à la création d'une université et d'une grande école populaire hambourgeoise. Le nombre de chaires d'enseignement fut porté de 19 à 39. Outre les laboratoires publics, l'Institut Colonial et les Centres de Conférence furent agrégés à la nouvelle université. Cependant il faudra attendre 1934 pour que l’hôpital d’Eppendorf devienne un Centre hospitalier universitaire.
Ernst Cassirer, nommé en 1929-30 à Hambourg, devint le premier recteur juif d'une université allemande.

### La république de Weimar
Avec la république de Weimar, l'université connut une première période de prospérité. Plusieurs milliers d'étudiants étaient inscrits à ses quatre facultés, et des chercheurs aussi célèbres qu'Albrecht Mendelssohn Bartholdy, Aby Warburg et Ernst Cassirer n'hésitèrent pas à venir y enseigner. Le nombre de professeurs titulaires grimpa à 75 jusqu'en 1931. La crise économique touchant particulièrement les étudiants, il se créa à l'automne 1922 une mutuelle, la Verein Hamburger Studentenhilfe. Cette association ouvrit dans l'Elsässer Straße à Dulsberg la première résidence universitaire de Hambourg, puis dès l'été suivant le premier réfectoire dans la Rentzelstraße.

### À l’ère nazie
Sous le Troisième Reich, l'université, « mise au pas », prit le nom d’« université hanséatique ». Des pressions politiques conduisirent à retirer des rayons des bibliothèques les ouvrages d'auteurs détestés du régime, et à la persécution de prétendus ennemis du Peuple. Une cinquantaine de professeurs, parmi lesquels Ernst Cassirer et William Stern, durent démissionner de l'université, et au moins dix étudiants soupçonnés de comploter avec la « Rose blanche de Hambourg » furent arrêtés, et quatre d'entre eux exécutés : l’étudiant chimiste Hans Leipelt, guillotiné le 29 janvier 1945 dans la Prison de Stadelheim ; l’étudiant en médecine Frederick Geussenhainer, mort de faim en avril 1945 à Mauthausen ; l’étudiant en philosophie Reinhold Meyer, exécuté le 12 novembre 1944 au camp de concentration de Fuhlsbüttel, et l’étudiante en médecine Margaretha Rothe, décédée le 15 avril 1945 dans un hôpital de Leipzig à la suite de son arrestation. Une plaque commémorative de Fritz Fleer a été enchâssée dans le plancher du grand amphithéâtre en 1971 pour commémorer l'action de ces quatre militants antifascistes.

### L'université de masse

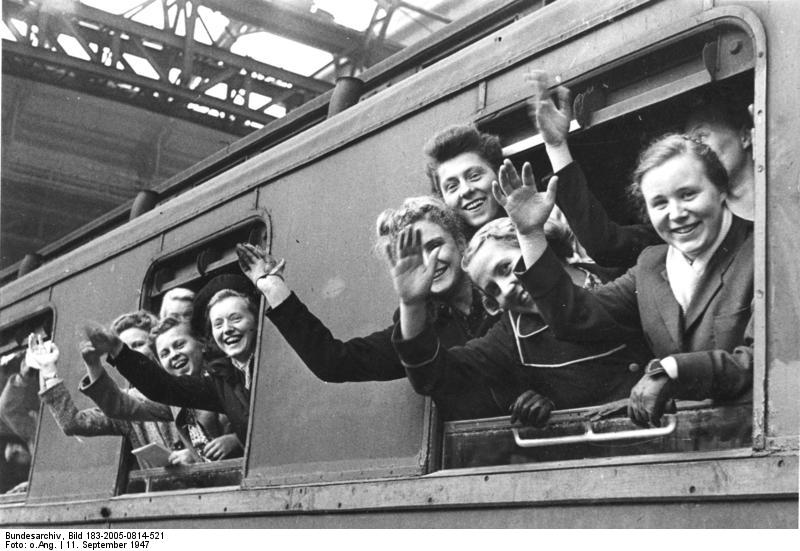
Étudiantes hambourgeoises en partance pour un voyage d'études en Angleterre (1947).

L’université de Hambourg, fermée après la capitulation du IIIe Reich, ne rouvrit que pour le semestre d'hiver 1945-46, en tant qu''université de Hambourg.
Entre 1945 et 1950, quelque 10 565 candidats, dont 2 655 femmes (25 %), obtinrent leur inscription à l’université de Hambourg. Parmi ces étudiants, on trouve le journaliste Conrad Ahlers, le journaliste scientifique Hoimar von Ditfurth et le futur chancelier Helmut Schmidt. Les données statistiques sur les inscriptions d'après-guerre constituent un document édifiant sur l'Histoire sociale de la région. La majorité des inscrits obtinrent leur admission en Philosophie (3209 étudiants), puis venaient le Droit et les Sciences politiques (2893 étudiants), la Médecine (2811 étudiants) et les Sciences (1645 étudiants) ; 7 étudiants ne purent obtenir leur inscription en faculté.
Aux quatre facultés d’origine (Droit et des Sciences politiques, Médecine, Philosophie et Sciences naturelles) vinrent s’ajouter en 1954 une Faculté de Théologie protestante et (par scission avec la Faculté de Droit et des Sciences politiques) une Faculté de Sciences économiques et sociales. Entre la fin des années 1950 et le début des années 1960, on inaugura dans le parc von-Melle de nouvelles extensions : le Grand Amphithéâtre (Audimax) et la Tour de la Philosophie (Phil-Turm), l’Institut de Botanique et le jardin d’acclimatation étant transférés à Klein Flottbek.
Quoique la  Faculté de Philosophie soit la première pour le nombre total d’inscrits sur l’ensemble de cette période, c’est la faculté de médecine qui détient le record du nombre d’étudiants sur un semestre (952 étudiants, soit 33,14 %, contre 601 en philosophie pour le semestre d'hiver 1945-46). C'est la faculté de sciences, avec seulement 506 (17,61 %), qui a compté le plus petit nombre d'étudiants.
83 % des étudiants (8742) étaient célibataires au moment de leur inscription entre 1945 et 1950. 14 % (1428) étaient mariés. La majorité des étudiants, 83 % (8797), appartenaient à l’Église luthérienne, puis venaient les catholiques (9 %, soit 935).
39 % (4091) des étudiants étaient originaires de Hambourg ou des communes annexées depuis 1937-38 au Grand-Hambourg. 28 % (2936) étaient des réfugiés des territoires évacués.
30 % (3251) des étudiants indiquèrent que leur père avait fait des études supérieures et 12 % (1293) que leur grand-père avait fait de même.

### L’Allemagne de l'Ouest
Avec le Boom des étudiants propre aux années 1970, l'université aménagea de nouveaux locaux parmi lesquels le Geomatikum, les blocs de la place Martin Luther-King, le pavillon des Sciences Économiques (rebaptisé Wiwi-Bunker). Mais le campus commençait déjà à manquer de place et c'est pourquoi l'université s'étend aujourd'hui un peu partout dans l'agglomération : le Centre Hospitalier Universitaire se trouve dans le quartier d'Eppendorf, le nouveau Jardin Botanique et l’Institut de Botanique Générale à Flottbek, l’Institut de Constructions Navales à Barmbek, l’Institut d’Hydrobiologie et des Sciences halieutiques à Altona, entre le port et l'estuaire de l'Elbe ; l'observatoire se trouve à Bergedorf et Bahrenfeld héberge quelques Instituts de Physique, dont le synchrotron allemand (DESY). Dans les années 1998 et 2002 les époux Hannelore et Helmut Greve ont financé l’extension latérale du grand hall de l'université, le long de l'allée Edmund-Siemers. Depuis 1994, l’informatique a été regroupée à Stellingen (dans un bâtiment baptisé opportunément Informatikum).

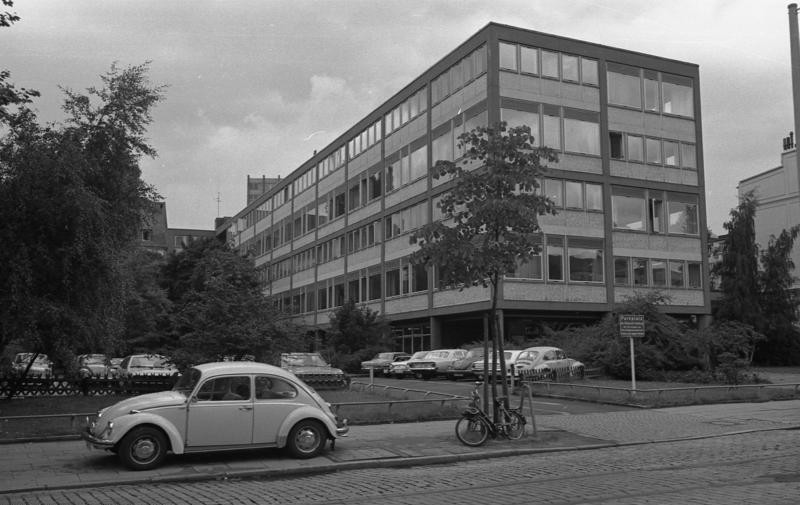
L'université de Hambourg en 1975.

Vers la fin des années 1960 l'agitation estudiantine gagna aussi le campus de Hambourg et les Manifestations de 1968 conduisirent à la formation d'une « Opposition extra-parlementaire ». En 1969 la municipalité vota une nouvelle loi sur l'Université, se traduisant par la dissolution des facultés et leur remplacement par quinze départements. L'autonomie de l'université se trouva renforcée, la participation des étudiants et du personnel administratif aux décisions promulguée. La fonction de recteur fut abrogée et remplacée par celle de « président ». Une nouvelle loi sur l’université, en 1979, marqua un recul vers un fonctionnement plus traditionnel.
Le nombre des disciplines se montait désormais à 19, jusqu'au regroupement en 2000 du cursus Sciences juridiques I avec le cursus Sciences juridiques II (issus de la réforme de la Faculté de Droit) en un Département de Sciences juridiques (FB 02).

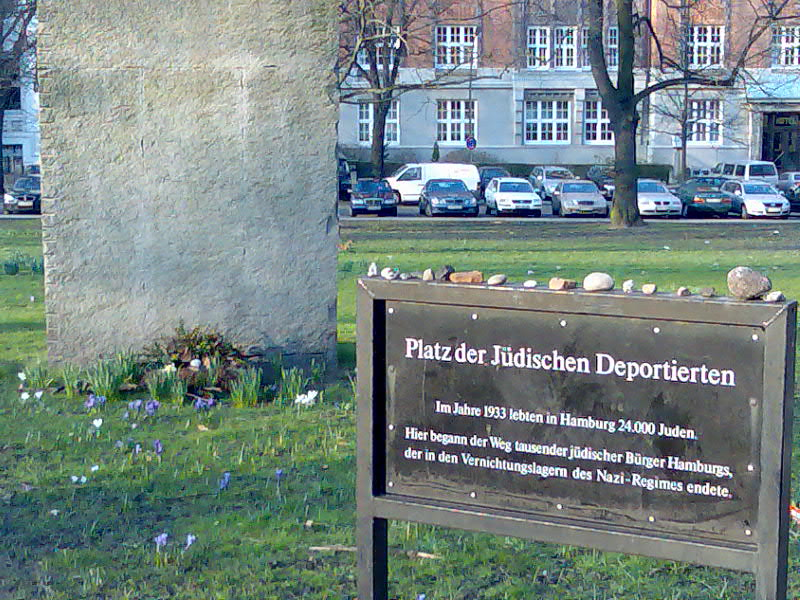
La place des Déportés sépare l'aile ouest de l'université de la Bibliothèque nationale.

L’université occupe l'ancien quartier juif, celui de Grindel dans l’arrondissement d'Eimsbüttel. Le long du campus de l’université se dressait jusqu'en 1938 la synagogue de Bornplatz, détruite pendant la Nuit de Cristal. Pour le cinquantenaire de la Nuit de Cristal, en 1988, une voûte en granit de même taille que celle de l'ancienne synagogue a été posée à l'emplacement de l'ancien temple de la Bornplatz. La place, dessinée par Margit Kahl et Bernhard Hirche a été baptisée du nom du dernier rabbin de Hambourg, Joseph Carlebach, déporté avec sa communauté en 1941 et exécuté l'année suivante.
En 2003, à l'occasion du 120e anniversaire de Carlebach, l’université de Hambourg a créé le Prix Joseph-Carlebach, qui depuis 2004 est attribué tous les deux ans. Ce prix récompense les contributions scientifiques remarquables de jeunes chercheurs relatives à l'histoire, la religion ou la culture juive dans la région de Hambourg.
L'Institut de Germanistique de l’université dispense un enseignement du yiddisch.
Depuis le milieu des années 1990, la durée des études a été régulièrement diminuée, et diverses mesures ont été adoptées pour réprimer l'absentéisme. L'application de l'harmonisation des cursus universitaires en Europe (Processus de Bologne) s'est accompagnée de réformes structurelles de l'administration ainsi que des études. Ce train d'économies et de réformes se poursuit encore aujourd'hui.
En 2002, la « Commission Dohnanyi », dirigée par l’ex-bourgmestre Klaus von Dohnanyi (SPD), a été chargée par le Sénat de Hambourg (CDU-FDP-Schill) de mettre à l'étude une profonde réforme administrative et didactique de l'université. Conséquence des propositions de cette commission, le 1er avril 2005 l'université des Sciences économiques et politiques de Hambourg (HWP) a été fusionnée par voie législative avec l’université de Hambourg contre l'avis des conseils des deux universités. Les 17 départements de l'université et la HWP ont été regroupés par là-même en six facultés.
Le 28 juin 2006, la municipalité de Hambourg a voté par la loi de finance de l'université la mise en place de Droits de scolarité pour les établissements d'enseignement supérieur, qui furent revus à la hausse au semestre d'été 2007. À l'hiver 2012-2013, le Sénat de majorité SPD a ramené le montant des inscriptions au niveau antérieur. Au mois d'octobre 2012 la Présidence de l’université a décidé de ne plus s'aligner désormais dans les classements d'universités allemandes ou internationales. Cette décision était justifiée par la perspective de dépenses accrues de l’université pour répondre au nombre croissant de sondages et classements, qui aurait entamé ses moyens.

## Galerie

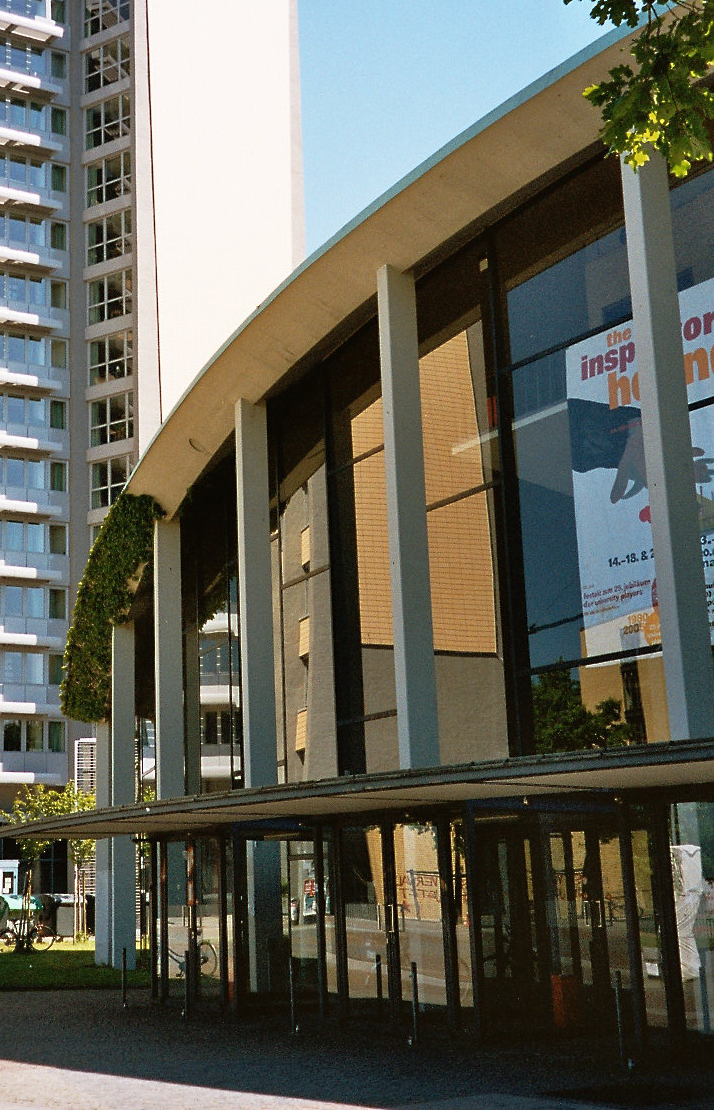
Le grand amphithéâtre (2005).
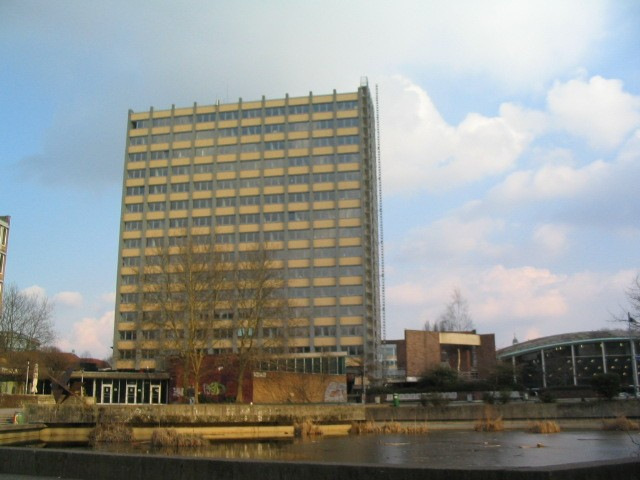
La « Tour Philo » du Campus (2004), construite dans les années 1960.
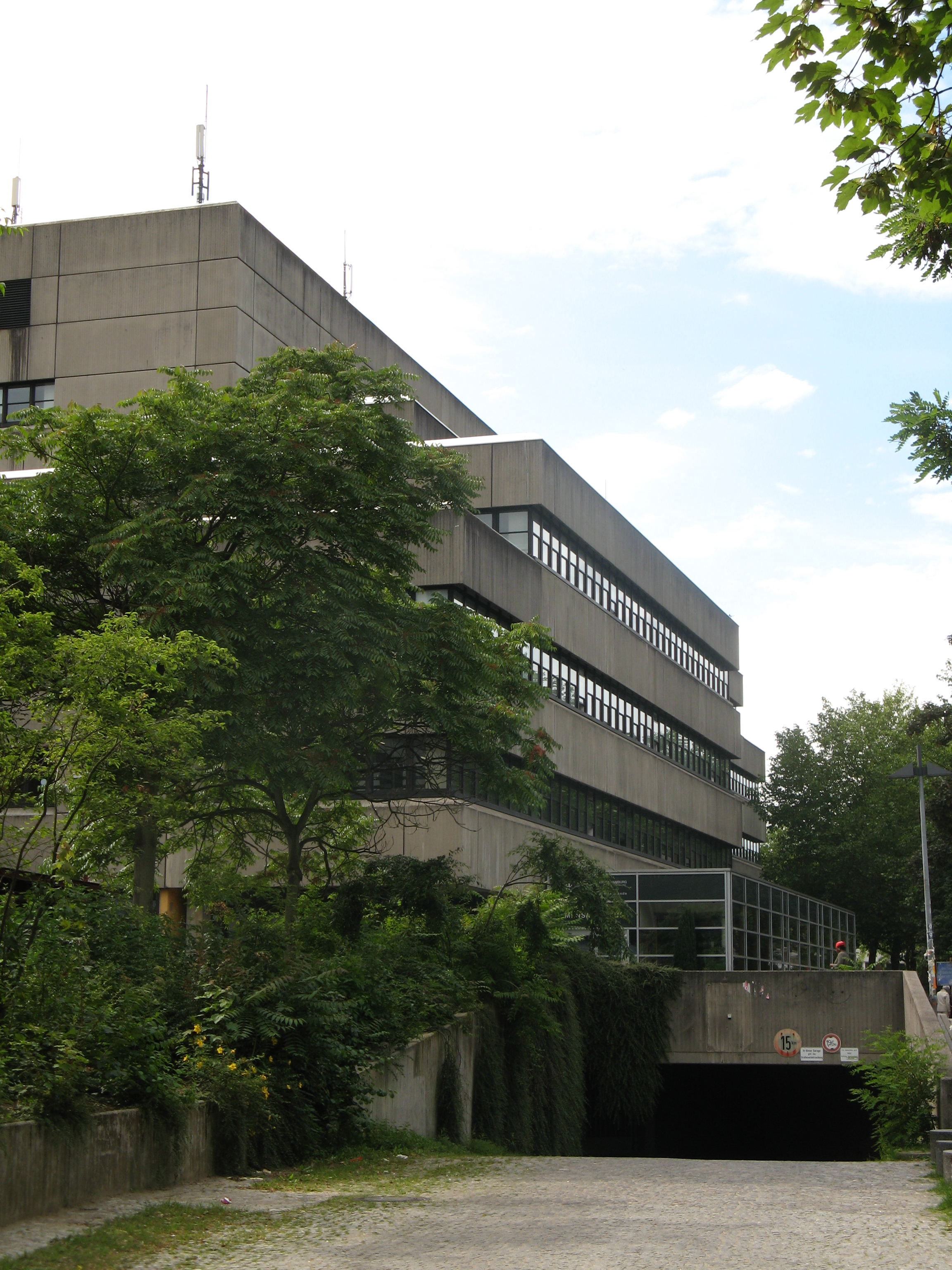
Le Wiwi-Bunker des années 1970.
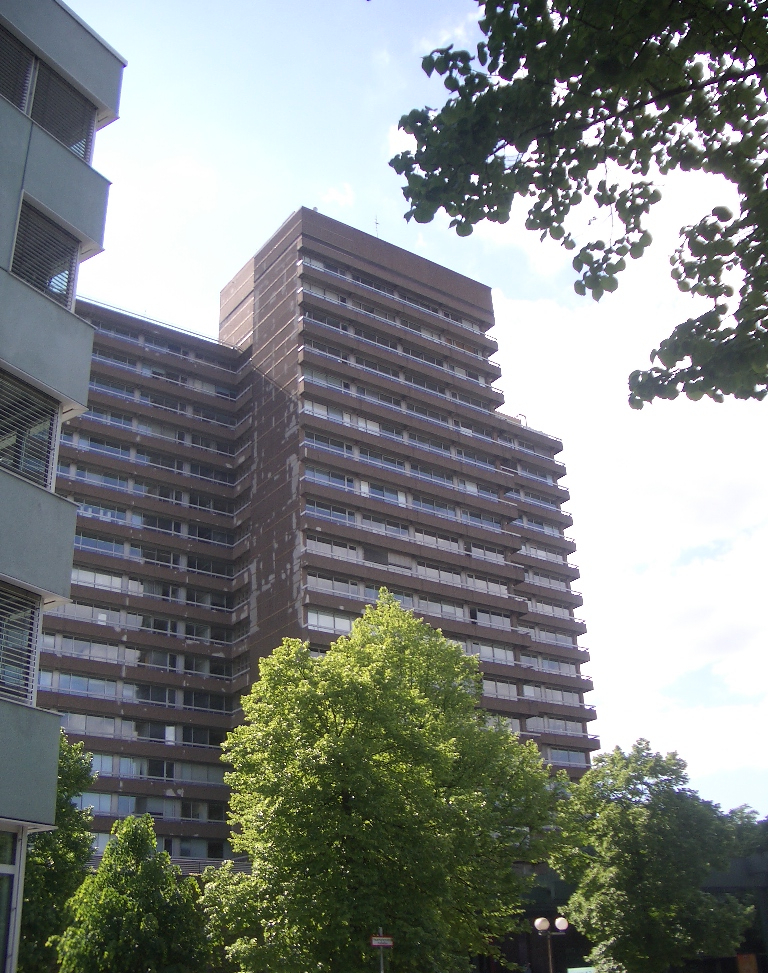
Le Geomatikum, construit dans les années 1970.